# Mistrovství světa v biatlonu 2017 – závod s hromadným startem mužů
Závod s hromadným startem mužů na Mistrovství světa v biatlonu 2017 se konal v neděli 19. února jako v pořadí pátý mužský závod biatlonu v lyžařském středisku Biathlon Stadium Hochfilzen. Zahájení závodu s hromadným startem proběhlo v 14.45 hodin středoevropského času. Závodu se zúčastnilo celkem 30 nejlepších biatlonistů.
Obhájcem titulu byl norský biatlonista Johannes Thingnes Bø, který si o jednu příčku oproti šampionátu v Oslu pohoršil.
Mistrem světa se stal německý závodník Simon Schempp, který tak po zisku zlaté medaile ze smíšené štafety ukořistil druhou medaili z Hochfilzenu, přičemž se jednalo o jeho první individuální medaili z vrcholných akcí. Stříbrnou medaili bral stejně jako ve sprintu a stíhacím závodu Nor Johannes Thingnes Bø, který celkově posbíral devátý cenný kov z mistrovstvích světa. Bronz získal domácí biatlonista Simon Eder, který tak ze šampionátu bral po štafetě druhou bronzovou medaili. Celkově to pro něj byl čtvrtý cenný kov ze šampionátů.

## Medailisté
| Zlato   | Zlato                 | Stříbro | Stříbro                     | Bronz   | Bronz               |
| ------- | --------------------- | ------- | --------------------------- | ------- | ------------------- |
| Portrét | Simon Schempp Německo | Portrét | Johannes Thingnes Bø Norsko | Portrét | Simon Eder Rakousko |

## Výsledky
| Pořadí | č. | biatlonista            | stát      | střelba (L+L+S+S) | čas     | ztráta  |
| --- | -- | ---------------------- | --------- | ----------------- | ------- | ------- |
| Zlatá medaile | 8  | Simon Schempp (r)      | Německo   | 0 (0+0+0+0)       | 35:38,3 | —       |
| Stříbrná medaile | 4  | Johannes Thingnes Bø   | Norsko    | 1 (0+0+0+1)       | 35:47,3 | +9,0    |
| Bronzová medaile | 17 | Simon Eder             | Rakousko  | 0 (0+0+0+0)       | 35:48,4 | +10,1   |
| 4. | 7  | Anton Šipulin          | Rusko     | 2 (0+1+1+0)       | 36:03,6 | +25,3   |
| 5. | 2  | Martin Fourcade (y)    | Francie   | 3 (1+0+0+2)       | 36:09,6 | +31,3   |
| 6. | 3  | Lowell Bailey          | USA       | 0 (0+0+0+0)       | 36:11,8 | +33,5   |
| 7. | 22 | Dominik Landertinger   | Rakousko  | 2 (0+0+0+2)       | 36:16,3 | +38,0   |
| 8. | 27 | Fredrik Lindström      | Švédsko   | 1 (0+0+1+0)       | 36:18,0 | +39,7   |
| 9. | 1  | Benedikt Doll          | Německo   | 2 (0+0+2+0)       | 36:21,2 | +42,9   |
| 10. | 9  | Arnd Peiffer           | Německo   | 2 (0+0+0+2)       | 36:24,4 | +46,1   |
| 11. | 18 | Jevgenij Garaničev     | Rusko     | 2 (0+0+2+0)       | 36:29,0 | +50,7   |
| 12. | 16 | Krasimir Anev          | Bulharsko | 1 (0+0+0+1)       | 36:31,3 | +53,0   |
| 13. | 29 | Michal Šlesingr        | Česko     | 2 (0+0+1+1)       | 36:32,4 | +54,1   |
| 14. | 21 | Tarjei Bø              | Norsko    | 2 (0+0+1+1)       | 36:35,2 | +56,9   |
| 15. | 24 | Quentin Fillon Maillet | Francie   | 3 (1+2+0+0)       | 36:41,7 | +1:03,4 |
| 16. | 5  | Ondřej Moravec         | Česko     | 2 (0+0+1+1)       | 36:46,0 | +1:07,7 |
| 17. | 30 | Klemen Bauer           | Slovinsko | 2 (1+1+0+0)       | 36:54,3 | +1:16,0 |
| 18. | 14 | Jean-Guillaume Béatrix | Francie   | 2 (0+0+2+0)       | 36:57,0 | +1:18,7 |
| 19. | 11 | Julian Eberhard        | Rakousko  | 5 (1+2+1+1)       | 36:59,2 | +1:20,9 |
| 20. | 19 | Vladimir Iljev         | Bulharsko | 3 (0+1+0+2)       | 37:00,2 | +1:21,9 |
| 21. | 10 | Erik Lesser            | Německo   | 3 (0+0+3+0)       | 37:09,7 | +1:31,4 |
| 22. | 15 | Michal Krčmář          | Česko     | 1 (1+0+0+0)       | 37:20,3 | +1:42,0 |
| 23. | 6  | Ole Einar Bjørndalen   | Norsko    | 3 (1+2+0+0)       | 37:22,8 | +1:44,5 |
| 24. | 23 | Dominik Windisch       | Itálie    | 4 (1+0+3+0)       | 37:34,2 | +1:55,9 |
| 25. | 25 | Dmytro Pidručnyj       | Ukrajina  | 4 (1+1+1+1)       | 37:34,9 | +1:56,6 |
| 26. | 13 | Maxim Cvetkov          | Rusko     | 3 (1+0+1+1)       | 37:39,8 | +2:01,5 |
| 27. | 20 | Serhij Semenov         | Ukrajina  | 4 (1+1+0+2)       | 37:48,0 | +2:09,7 |
| 28. | 12 | Emil Hegle Svendsen    | Norsko    | 5 (1+2+2+0)       | 38:18,6 | +2:40,4 |
| 29. | 28 | Serafin Wiestner       | Švýcarsko | 4 (2+1+1+0)       | 38:29,9 | +2:51,6 |
| 30. | 26 | Mario Dolder           | Švýcarsko | 4 (0+1+2+1)       | 39:05,6 | +3:27,3 |
| zdroj: Mezinárodní biatlonová unie r – vedoucí závodník disciplíny ve světovém poháru, y – vedoucí závodník hodnocení světového poháru |    |                        |           |                   |         |         |